# Football Club Flora 2023
Questa voce raccoglie le informazioni riguardanti il Football Club Flora Tallinn nelle competizioni ufficiali della stagione 2023.

## Stagione
- In campionato il Flora Tallinn termina al primo posto (79 punti), davanti al Levadia Tallinn (77) e al Kalev Tallinn (53) e vince per la 15ª volta la Meistriliiga.
- In coppa nazionale viene eliminato ai quarti di finale dal Levadia Tallinn (2-1).
- In supercoppa nazionale perde la finale contro il Paide (2-3).
- In Champions League viene eliminato al primo turno dai polacchi del Raków Częstochowa (0-4 complessivo).
- In Conference League viene eliminato al terzo turno dai romeni del Farul Costanza (0-5 complessivo).

## Maglie e sponsor
La divisa casalinga era composta da una maglia verde con rifiniture verde chiaro sulle maniche, pantaloncini bianchi e calzettoni verdi. Quella da trasferta era invece composta da una maglia bianca con rifiniture grigie sulle maniche, pantaloncini bianchi e calzettoni bianchi.
| Casa | Trasferta |

## Rosa
| N. |                    | Ruolo | Calciatore              |
| -- | ------------------ | ----- | ----------------------- |
| 2  | Estonia (bandiera) | D     | Märten Kuusk            |
| 3  | Estonia (bandiera) | D     | Marko Lipp              |
| 4  | Estonia (bandiera) | D     | Marco Lukka             |
| 5  | Estonia (bandiera) | D     | Vladislav Kreida        |
| 6  | Estonia (bandiera) | C     | Mihkel Järviste         |
| 7  | Estonia (bandiera) | A     | Otto-Robert Lipp        |
| 8  | Estonia (bandiera) | A     | Henrik Ojamaa           |
| 9  | Estonia (bandiera) | A     | Rauno Alliku (capitano) |
| 10 | Estonia (bandiera) | C     | Martin Miller           |
| 11 | Estonia (bandiera) | A     | Aleksandr Šapovalov     |
| 13 | Estonia (bandiera) | C     | Nikita Mihhailov        |
| 14 | Estonia (bandiera) | C     | Konstantin Vassiljev    |
| 16 | Estonia (bandiera) | D     | Erko Tõugjas            |
| 17 | Estonia (bandiera) | A     | Mark Anders Lepik       |
| 20 | Estonia (bandiera) | A     | Sergei Zenjov           |

| N. |                    | Ruolo | Calciatore       |
| -- | ------------------ | ----- | ---------------- |
| 21 | Estonia (bandiera) | C     | Sten Reinkort    |
| 23 | Estonia (bandiera) | D     | Mihhail Kolobov  |
| 24 | Estonia (bandiera) | D     | Henrik Pürg      |
| 25 | Estonia (bandiera) | D     | Ken Kallaste     |
| 26 | Estonia (bandiera) | C     | Kristo Hussar    |
| 27 | Estonia (bandiera) | D     | Michael Lilander |
| 28 | Estonia (bandiera) | C     | Markus Soomets   |
| 33 | Estonia (bandiera) | P     | Evert Grünvald   |
| 43 | Estonia (bandiera) | D     | Markkus Seppik   |
| 57 | Estonia (bandiera) | A     | Toni Varjund     |
| 66 | Estonia (bandiera) | D     | Robert Veering   |
| 74 | Estonia (bandiera) | C     | Danil Kuraksin   |
| 77 | Estonia (bandiera) | P     | Kristen Lapa     |
| 99 | Estonia (bandiera) | P     | Kaur Kivila      |